# 名古屋大学宇宙地球環境研究所
名古屋大学宇宙地球環境研究所（なごやだいがくうちゅうちきゅうかんきょうけんきゅうじょ）は名古屋大学の附置研究所であり、共同利用・共同研究拠点である。

## 概要
名古屋大学太陽地球環境研究所、名古屋大学地球水循環研究センター、名古屋大学年代測定総合研究センターが統合し、2015年10月1日発足。
宇宙・太陽圏・電磁気圏・大気圏・水圏・生物圏・地圏までシームレスに研究し、境界領域の連続性と領域間の相互作用を明らかにすることをテーマとしている。

## 組織

### 基盤研究部門
- 総合解析研究部
- 宇宙線研究部
- 太陽圏研究部
- 電磁気圏研究部
  - EISCAT拠点観測グループ
  - 地上ネットワーク観測グループ
  - 宇宙惑星空間探査グループ
- 気象大気研究部
- 陸域海洋圏生態研究部
- 年代測定研究部

### センター
- 国際連携研究センター
- 母子里観測所（北海道雨竜郡幌加内町）
- 陸別観測所（北海道足寄郡陸別町）
- 富士観測所（山梨県南都留郡富士河口湖町）
- 菅平観測施設（長野県上田市）
- 木曽観測施設（長野県木曽郡上松町・木曽町）
- 太陽風観測施設（愛知県豊川市）
- 鹿児島観測所（鹿児島県垂水市）
- 統合データサイエンスセンター
- 飛翔体観測推進センター